# Loisy-en-Brie
Loisy-en-Brie é uma comuna francesa na região administrativa do Grande Leste, no departamento de Marne. Estende-se por uma área de 15.09 km², e possui 190 habitantes, segundo o censo de 2018, com uma densidade de 13 hab/km².